# Цимлянське вино

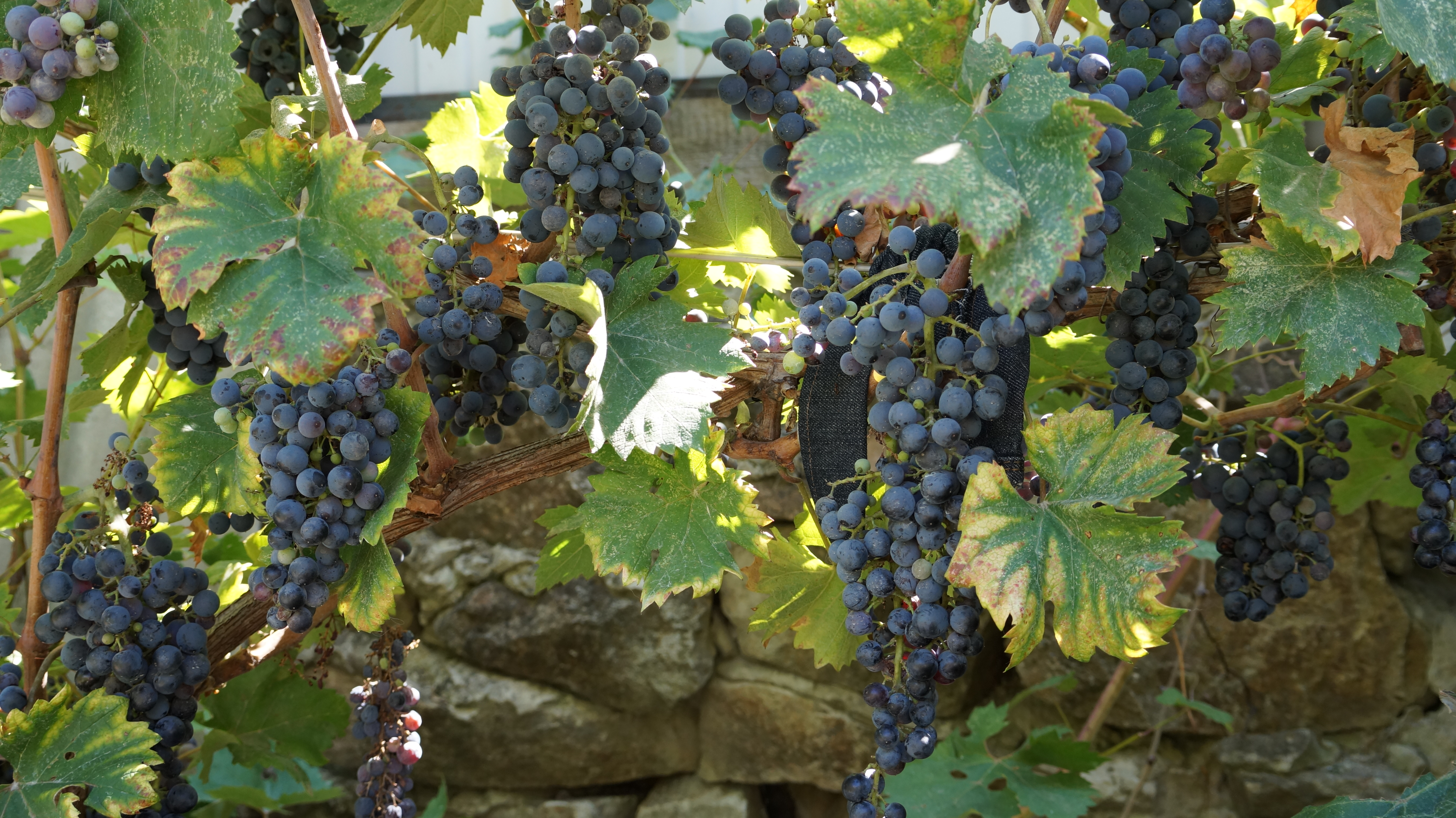
Цимлянський чорний

Цимлянське вино — російське червоне ігристе вино, перенасичене діоксидом вуглецю ендогенної природи. Родом із старовинної донської станиці Цимли, воно відрізняється темно-червоним із рубіновим відтінком кольором, чудовими ігристими та пінистими властивостями й тривалим інтенсивним перляжем із утворенням на поверхні «живого» постійно поновлюваного шару рожево-білої піни. Цимлянське вино згадується в кількох віршах О. С. Пушкіна, а також у романах «Євгеній Онєгін» і «Дубровський». М. І. Кутузов цимлянським відзначав свої перемоги над Наполеоном. Цимлянське було улюбленим вином героя Французько-російської війни, отамана Матвія Платова. У дореволюційній Росії цимлянське ігристе вино подавали на світських раутах і балах у вищому суспільстві, їм відзначали державні свята та військові перемоги. Зазвичай цимлянське вино подавали між гарячою стравою та десертом. Цимлянське вино — важлива віха в багатовіковій історії донського виноградарства і виноробства.
Виноградна лоза була завезена в Цимлу за часів Петра І з Франції та Австрії, іноземні назви сортів швидко забулися і були замінені новими місцевими, які міцно вкоренилися в новому середовищі. Виноробство в Цимлі починалося примітивно, без яких-небудь спеціальних знань. Зібраний в середині жовтня урожай в'ялили під навісами до початку холодів в кінці листопада, потім перетирали на тертці і поміщали в чани для бродіння. При низьких температурах бродіння зупинялося при неповному виброджуванні цукру. Солодке вино спускали в бочки, які зберігались у холодних приміщеннях. Розлив у пляшки проводився в березні в умовах недобродившого вина, що забезпечувало отримання ігристого вина. Пляшки зберігали в стоячому положенні в ямах ярусами, які були із соломи або землі. Старовинне цимлянське вино не мало певного стандарту.
Цимлянське ігристе виробляють тільки з місцевих сортів винограду: цимлянський чорний, плечистик і червоностоп золотівський, які культивують в Цимлянському, Мартиновському, Усть-Донецькому, Константиновському та Семикаракорському районах. У купажах допускається використання виноматеріалів із сортів винограду буланий та цимладар. На Цимлянському заводі ігристих вин виробляються червоні вина наступних найменувань: «Цимлянське ігристе козаче», приготоване за старим козацьким способом, «Сапфір Дона» і «Донське ігристе». «Цимлянське ігристе» — найпрестижніша в світі марка червоних ігристих вин, його унікальна складна технологія виробництва передбачає купаж сухих і десертних виноматеріалів з подальшою шампанізацією у пляшках без застосування сахарози.